# Angolar
L'angolar (anche conosciuta come ngolá) è una delle lingue nazionali di São Tomé e Príncipe. È parlata nella punta sud dell'isola São Tomé, principalmente vicino al villaggio di São João dos Angolares, nel distretto di Caué.

## Descrizione
In quanto lingua creola a base portoghese, l'angolar differisce molto dalle lingue creole di Guinea-Bissau, Senegal, Gambia e Capo Verde. Il suo substrato si fonda principalmente sulle lingue kwa parlate in Costa d'Avorio, Ghana, Togo, Benin e Nigeria. L'angolar condivide un 70% di somiglianze lessicali con il santomense (forro), un 67% con il principense (lunguyè) e un 53% con l'anobonense (fa d'ambu) della vicina isola di Ano Bom (Guinea Equatoriale). Il 30% del lessico che differisce da quello santomense trova origine nel kimbundu e nel kikongo d'Angola.
Gli angolares sono un gruppo etnico a sé stante la cui origine è attribuita al naufragio a sud di São Tomé di una nave negriera carica di schiavi imbarcati dall'Angola alla metà del XVI secolo. Molti di essi parlano anche santomense e/o portoghese e mostrano tendenza a integrarsi tra i forros - il cui nome significa «uomini liberi» - che rappresentano l'etnia principale di São Tomé e Príncipe.